# Іловайські

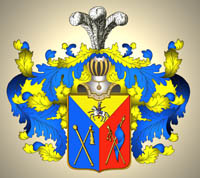
Герб Іловайських.

Іловайські — старовинний козацько-дворянський рід, відомий з XVII століття та записаний у родовідну книгу Війська Донського (Гербовник 1, 136).

## Походження
Першим з відомих представників цієї династії був військовий старшина Андрій Іванович (1580—1641), учасник походу на Москву в ополченні Прокопія Ляпунова. Від дружини, грузинської князівни, він мав сина Осипа (1628—1685).
Впродовж століть рід Іловайських дав приблизно 130 видатних людей свого часу: військові й наказні отамани, засновники донського козацтва, історики, дипломати, поети, дипломовані гірничі інженери, викладачі Московського університету, підприємці. Серед них — отаман війська Донського Олексій Іванович Іловайський (1735—1796, отаман у 1775—1797 роках); приват-доцент з фінансового права Санкт-Петербурзького університету Сергій Іванович Іловайський; промисловець Іван Григорович Іловайський (1831—1883); історик, викладач Московського університету Дмитро Іванович Іловайський (1832—1920); підприємець Дмитро Іванович Іловайський та інші.
Іловайським належали значні території Області Війська Донського. Іван Сулін, який поглиблено займався вивченням заселення земель Донського козацтва, відносно межі з Катеринославською губернією відзначав, що перші відомі тут поселення були утворені представниками роду Іловайських на початку XIX ст.
Представниками династії були засновані такі сучасні населені пункти Донецької області України, як Харцизьк, Макіївка, Іловайськ, Грабове, Новоселівка, Троїцько-Харцизьк та ін.
На території Донецької області розташована усипальниця роду Іловайських. За попередніми даними на території Свято-Успенської Святогірської Лаври (Святогірськ, Донецька область), біля підземної церкви пресвятих Антонія та Феодосія, поховані полковник Григорій Дмитрович Іловайський з дружиною Марфою Аркадіївною (Ісаєвою); їх син Іван Григорович з двома дочками (Софією та Ніною) та дружиною Катериною Василівною; дочка Григорія Дмитровича — Єлизавета де Волан, дружина першобудівника Одеси та Миколаєва та деяких міст-фортець в Україні, з сином Олександром Францевичем.